# جان جیمز گرانت
جان جیمز گرانت (انگلیسی: John James Grant؛ زادهٔ ۱۷ ژانویهٔ ۱۹۳۶) نظامی و سیاست‌مدار اهل کانادا است.